# Trymestr
Trymestr – okres trwający trzy miesiące (por. semestr, kwartał).

## Trymestry w edukacji
W roku szkolnym trymestr trwa około 12 tygodni (około 60 dni roboczych i 24 dni wolnych od pracy). W systemie amerykańskim przed każdym trymestrem następuje rejestracja, podczas której uczniowie układają sobie plan, wybierając potrzebne (znajdujące się w danej specjalizacji) przedmioty.
W polskiej oświacie przeważa podział roku szkolnego na semestry. W 1986 roku dr Danuta Nakoneczna wprowadziła w swoim autorskim LX Liceum Ogólnokształcącym im. Wojciecha Górskiego podział na trymestry. Poszły za tym inne szkoły skupione, jak LX LO, w Towarzystwie Szkół Twórczych jak też 21 Społeczne Liceum Ogólnokształcące im. Jerzego Grotowskiego oraz Gimnazjum nr 2 im. Ireny Sendlerowej w Otwocku. Trymestry umożliwiają dokonanie podziału rozkładu materiału nauczania na mniejsze części, łatwiejsze do przyswojenia przez uczniów. Nauczyciele systematyczniej oceniają pracę i zachowanie uczniów a uczniowie zdobywają więcej ocen cząstkowych, przez co ocena roczna staje się bardziej obiektywna. W szkołach specjalizujących się w startach uczniów w olimpiadach przedmiotowych styczeń uwolniony jest z obowiązków klasyfikacyjnych, dzięki czemu olimpijczycy mogą spokojnie przygotowywać się do półfinałów przypadających w tym okresie.

## Trymestry w medycynie
Okres ciąży człowieka (okres prenatalny) dla celów medycznych dzielony jest na trzy trymestry, trwające po ok. trzy miesiące.